# David Moner i Codina
David Moner i Codina (Barcelona, 19 de març de 1933-Barcelona, 7 d'abril de 2016) va ser un advocat i dirigent esportiu català.

## Biografia
Fill d'un advocat originari de Banyoles, on va passar la infantesa i la Guerra Civil espanyola. El 1940 tornà a Barcelona i després d'estudiar amb els jesuïtes es llicencià en Dret a la Universitat de Barcelona. Des del 1957 dirigeix un bufet d'advocats propi amb sucursals a Barcelona, Madrid, Palma, Sevilla i Màlaga. Ha estat president de la secció de Dret esportiu del Col·legi d'Advocats de Barcelona. Més tard fou membre del Tribunal d'Arbitratge del Comitè Olímpic Internacional (COI), qui el guardonà amb l'Orde Olímpic d'Argent. El president de la República francesa François Mitterrand el va nomenar cavaller de l'Orde del Mèrit Internacional de la República Francesa. També ha rebut la Medalla d'Argent al Mèrit Esportiu de l'Ajuntament de Barcelona, Medalla d'Or de la FC de Rem, la Medalla d'Or de la Federació Espanyola de Natació, els Anells d'Or del Comitè Olímpic Internacional, Medalla d'Or al Mèrit Esportiu de la Ciutat de Barcelona, Medalla de l'Esport de les Comarques Gironines.
De jove fou nedador, jugà al waterpolo al Club Natació Banyoles i al rugbi al Barcelona Universitari Club. Al CN Banyoles també va fer d'entrenador i va donar les seves primeres passes com a directiu. El seu primer càrrec federatiu va ser a la Federació Catalana de Rem, a la qual va entrar el 1957 com a vocal i posteriorment també va ser vicepresident i president entre 1964 i 1966 i entre 1967 i 1970 en què va aconseguir l'ampliació de l'estany de Banyoles per convertir-lo en l'únic camp de regates de dimensions olímpiques de l'estat espanyol, en el qual van competir, per primera vegada a Espanya, les tripulacions d'Oxford i Cambridge, va crear un nou local i una residència de remers al mateix indret i una Escola de Rem al port de Barcelona. Per aquella mateixa època també va ser delegat de la Federació Catalana de Natació a la província de Girona, delegat a Catalunya de la Federació Espanyola de Piragüisme, i un dels fundadors de la Federació Espanyola d'Esquí Nàutic el 1965. Anys després també va ser president de la Federació Catalana de Natació en dues etapes, de 1977 a 1981, i de 1985 a 1995. Com a president de la natació catalana cal destacar la creació del Gran Premi Ciutat de Barcelona i la remodelació de la piscina Sant Jordi. Del 1996 al 2014 ha estat president de la Unió de Federacions Esportives de Catalunya (UFEC), càrrec que compaginà des del 2007 amb la presidència del Comitè Olímpic Català. El 2010 va rebre la Creu de Sant Jordi per la promoció i la projecció internacional del nostre esport i el 2014 ha estat nomenat President d'Honor de la Unió de Federacions Esportives de Catalunya i ha rebut la Medalla d'Or d'aquesta entitat.